# Bolligen
Bolligen (toponimo tedesco) è un comune svizzero di 6 250 abitanti del Canton Berna, nella regione di Berna-Altipiano svizzero (circondario di Berna-Altipiano svizzero).

## Storia
Dal suo territorio nel 1983 sono state scorporate le località di Ittigen e Ostermundigen, divenute comuni autonomi.

## Monumenti e luoghi d'interesse

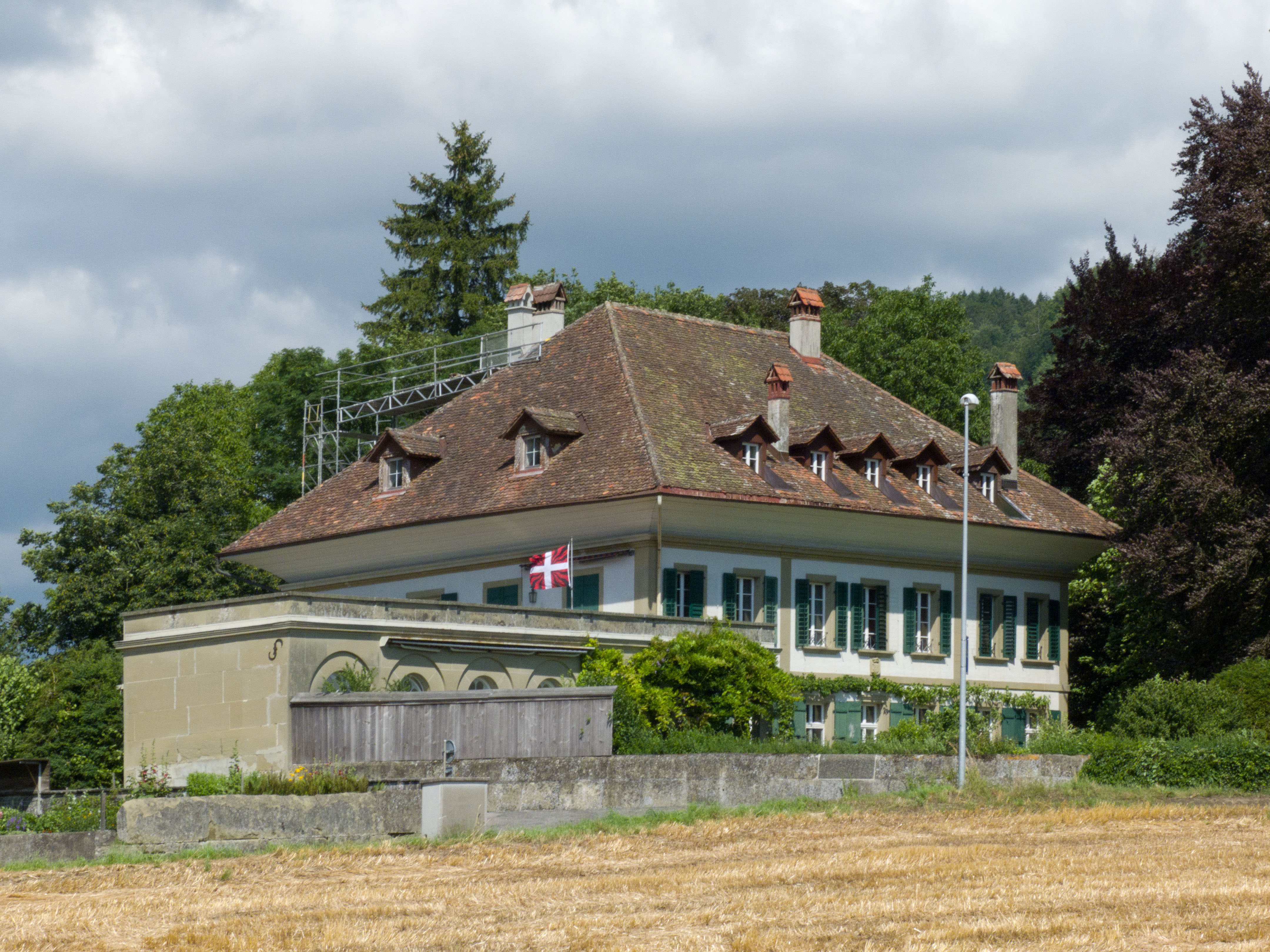
Il castello di Habstetten

- Chiesa riformata (già di San Nicola), attestata dal 1180 e ricostruita nel XII-XIII secolo, nel XV secolo e nel 1792-1795[1];
- Castello di Habstetten (Hubelgut), eretto nel 1670 circa[1].

## Società

### Evoluzione demografica
L'evoluzione demografica è riportata nella seguente tabella:
Abitanti censiti

## Infrastrutture e trasporti
Bolligen è servito dall'omonima stazione sulle ferrovia del Worblental.

## Amministrazione
Ogni famiglia originaria del luogo fa parte del cosiddetto comune patriziale e ha la responsabilità della manutenzione di ogni bene ricadente all'interno dei confini del comune.